# Aichryson divaricatum
Aichryson divaricatum ist eine Pflanzenart aus der Gattung Aichryson in der Familie der Dickblattgewächse (Crassulaceae).

## Beschreibung

### Vegetative Merkmale
Aichryson divaricatum wächst als ein- oder zweijährige, ziemlich wenig verzweigte, kahle, krautige Pflanze und erreicht Wuchshöhen von 10 bis 30 Zentimeter. Die Triebe weisen einen Durchmesser von 3 bis 6 Millimeter auf. Die unteren Zweige sind dichotom aufsteigend. Ihre breit eiförmigen oder pflasterkellenförmigen, stumpfen oder gerundeten Laubblätter sind 10 bis 30 Millimeter lang und 8 bis 24 Millimeter breit. Sie sind gestutzt bis plötzlich in einen deutlichen Stiel verschmälert, der etwa so lang wie die Blattspreite ist. Nahe der Basis ist die Blattspreite am breitesten.

### Generative Merkmale

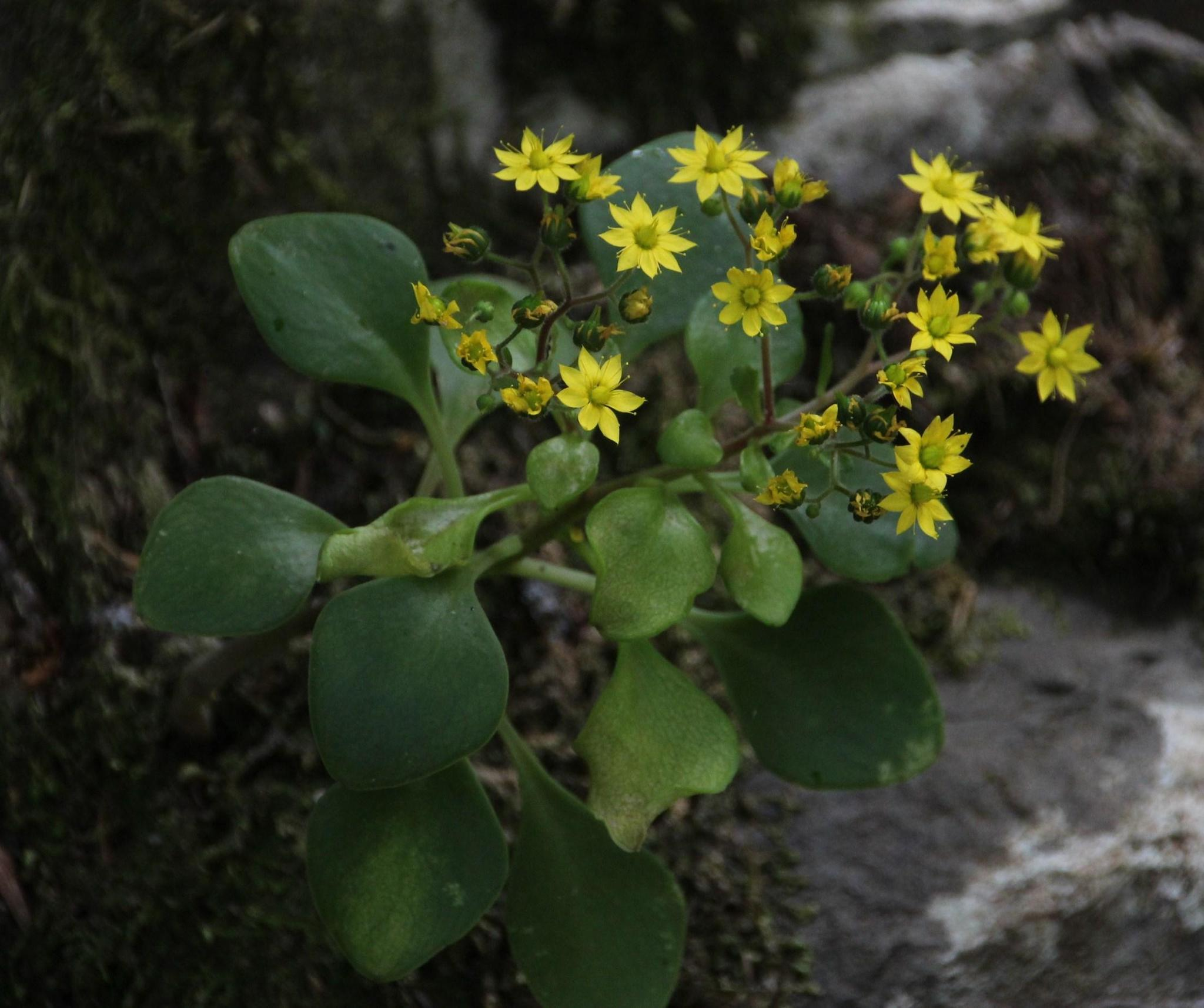
Blühendes Aichryson divaricatum

Der vielblütige Blütenstand ist mehr oder weniger ebensträußig. Die sechs- bis siebenzähligen Blüten stehen an einem 2 bis 9 Millimeter langen Blütenstiel und weisen einen Durchmesser von 6 bis 10 Millimeter auf. Ihre Kelchblätter sind kahl oder leicht behaart. Die blassgelben, eiförmigen, zugespitzten Kronblätter sind 3 bis 5 Millimeter lang und besitzen eine grünliche Mittelrippe.

## Systematik und Verbreitung
Aichryson divaricatum ist auf Madeira in Höhen von 500 bis 1000 Metern (selten ab 100 Metern) verbreitet.
Die Erstbeschreibung als Sedum divaricatum durch William Aiton wurde 1789 veröffentlicht. Robert Lloyd Praeger stellte die Art 1932 in die Gattung Aichryson.
Weitere nomenklatorische Synonyme sind Anacampseros divaricata (Aiton) Haw. (1812) und Sempervivum divaricatum (Aiton) Lowe (1864).

## Nachweise